# Menkheperre
Menkheperre là một Đại tư tế của Amun tại Thebes vào thời kỳ Ai Cập cổ đại. Ông đã cai trị vùng Thebes ở phía nam của vương quốc Ai Cập, song song với các Pharaon thuộc Vương triều thứ 21 ở phía bắc, trong khoảng thời gian từ năm 1045 TCN đến 992 TCN.

## Thân thế
Menkheperre là một trong những người con của Đại tư tế, lãnh chúa Pinedjem I với công chúa Duathathor-Henuttawy (con gái của Pharaon Ramesses XI). Menkheperre là em ruột của Psusennes I, vị Pharaon thứ ba của Vương triều thứ 21. Menkheperre còn 2 người anh ruột là Masaharta và Djedkhonsuefankh, lần lượt tập tước Đại tư tế của Amun của cha là Pinedjem I, và sau khi Djedkhonsuefankh qua đời, Menkheperre kế vị người anh làm lãnh chúa vùng Thebes.

### Gia quyến
Menkheperre thành hôn với công chúa Isetemkheb C, con gái của Pharaon Psusennes I, tức là cháu gọi ông bằng chú. Những người con được chứng thực của Menkheperre bao gồm:
- Smendes II, còn có tên là Nesbanebdjed II, tập tước Đại tư tế của Amun và kế vị cha.
- Henuttawy C, chánh phi của Smendes II, được chứng thực trên tường tháp môn thứ 10 ở đền Karnak. Cả hai chỉ có với nhau một người con gái là Isetemkheb E.
- Pinedjem II, tập tước Đại tư tế của Amun và kế vị người anh Smendes II do ông này không có con trai tập tước. Pinedjem II là cha ruột của Pharaon Psusennes II, vị vua cuối cùng của Vương triều thứ 21.
- Isetemkheb D, chánh phi của Pinedjem II, mẹ ruột của Pharaon Psusennes II.
- Hori C, Tư tế của Amun-Hathor-Set, không rõ mẹ. Xác ướp và quan tài của Hori được tìm thấy ở Deir el-Bahari, hiện được lưu giữ tại Bảo tàng Cairo.
- Meritamen F, Kỹ nữ của Amun, không rõ mẹ. Quan tài được tìm thấy ở Deir el-Bahari, hiện được lưu giữ tại Bảo tàng Cairo.
- Gautseshen, Kỹ nữ của Amun, không rõ mẹ. Gautseshen lấy Tjanefer, Tiên tri Đệ tam của Amun, sinh được hai con trai đều giữ chức Tiên tri của Amun. Quan tài của Gautseshen được tìm thấy ở Deir el-Bahari, hiện được lưu giữ tại Bảo tàng Cairo.
- Ankhefenmut E, Tư tế của Amun và Mut, được chôn tại Deir el-Bahari cùng với các anh chị em là Hori C, Meritamen F và Gautseshen.
- Psusennes, Tư tế của Min-Horus-Isis tại Coptos, được biết đến từ một tấm bia tại Bảo tàng Anh[5].

## Chứng thực
Những năm cai trị và tên gọi của lãnh chúa Menkheperre được chứng thực trên nhiều vật thể. Một băng vải lanh quấn xác ướp của Pharaon Seti I đánh dấu năm thứ sáu của Menkheperre, và một mảnh băng khác đánh dấu năm thứ 7, chứng tỏ thi hài của Seti I đã được quấn vải lại vào 2 năm này. Tương tự, trên xác ướp của công chúa Ahmose-Sitkamose cũng có băng vải đánh dấu năm thứ 7 của Menkheperre.
Tấm bia Trục xuất (Banishment Stela) ghi lại, hiện được lưu giữ tại Bảo tàng Louvre, Menkheperre đã tha tội cho đám người bị trục xuất và đảm bảo sự an toàn cho họ trên đường về, đó là vào năm thứ 25 của ông.
Phù điêu trên cột đá granit tại đền Karnak ghi rằng, Menkheperre đã đi tuần một loạt các đền đài ở Thebes vào năm thứ 40. Năm thứ 48 của Menkheperre được tìm thấy trên mảnh băng vải quấn một xác ướp ở Deir el-Bahari và trên một bia đá ở Karnak.

## Cai trị
Tên của các Pharaon và những lãnh chúa cai trị luôn được đặt trong khung cartouche, nhưng nhiều chứng thực cho thấy tên của Menkheperre có khi lại không được đặt torng khung này. Cerný đặt ra nghi vấn, liệu Menkheperre cai trị Thebes như một lãnh chúa thật sự, hay chỉ dưới vai trò là một tư tế. Có 3 chứng thực mà tên của Menkheperre không nằm trong khung cartouche: băng vải quấn xác ướp vua Seti I vào năm thứ 6, băng vải quấn xác ướp năm thứ 48 và những móc gài trên xác ướp của công chúa Duathathor-Henuttawy, mẹ ông.
Chỉ khi Pinedjem II kế vị mới đặt tên của cha mình trong khung cartouche. Ngay cả con gái của Menkheperre là Isetemkheb D cũng không thực hiện điều này trong các văn tự khẳng định bà là hậu duệ của Menkheperre. Tuy nhiên, một người con gái khác là Gautseshen đã 2 lần đóng khung tên của cha mình trong cuộn giấy cói dùng trong tang lễ của bà, nhưng có 2 lần tên của Menkheperre lại không được đóng khung trong cùng cuộn giấy đó.
Tuy nhiên, những mỏ đá mà Menkheperre cho người khai thác để xây dựng các công trình đều đặt tên của Menkheperre trong khung cartouche, và ông được gọi với danh hiệu mà chỉ có những người cai trị mới được dùng, "Lãnh chúa của Hai vùng đất".
Menkheperre đã khẳng định vị thế của mình bằng cách cho đóng dấu lên những viên gạch trên tường của các pháo đài, kho trữ và đền miếu, cùng với tên của chánh phi Isetemkheb C, đều được đặt trong khung cartouche. Nhiều viên gạch mang tên của Menkheperre được tìm thấy tại El Hiba, Medamud và Gebelein.